# Bosuilstadion
Das Bosuilstadion (deutsch Waldkauzstadion) ist ein Fußballstadion im Stadtteil Deurne der belgischen Stadt Antwerpen, Region Flandern. Die Spielstätte bietet auf den Tribünen gegenwärtig 16.144 Sitzplätze.

## Geschichte
Eröffnet wurde es am 1. November 1923 mit dem Fußball-Länderspiel Belgien gegen England; das mit einem 2:2-Unentschieden endete. Die Anlage ist Heimspielstätte von Royal Antwerpen. Im Volksmund wird das Stadion auch schlicht Den Bosuil oder De Hel van Deurne (deutsch Die Hölle von Deurne) genannt.
Die Spielstätte ersetzte das Stadion Broodstraat; in dem der Verein seit 1908 spielte. Das jetzige Stadion ist die siebte Spielstätte des Vereins seit der Gründung im Jahr 1880. Nach dem Zweiten Weltkrieg reichte die Stadionkapazität von rund 5.000 Plätzen nicht mehr aus. Bis 1956 wurde die Sportstätte bis auf 60.000 Plätze erweitert. Bei der Fußball-Europameisterschaft 1972 war das Stadion Austragungsort der Halbfinalbegegnung zwischen Gastgeber Belgien und der deutschen Fußballnationalmannschaft. Die Gäste gewannen vor der Rekordkulisse von knapp 60.000 Zuschauern mit 2:1. Von 2013 bis 2015 wurden Renovierungsarbeiten an der Haupttribüne AVT Tribune durchgeführt.
Nach der Eröffnung der neuen Haupttribüne im November 2017 sollten auch die weiteren drei Tribünen abgerissen und neu errichtet werden. Die Anlage sollte nach dem Umbau, der ursprünglich 2019 abgeschlossen sein sollte, 23.000 Zuschauer fassen.
Nachdem dies bis zum Beginn der Saison 2019/20 nicht geschehen war, entsprach das Bosuilstadion nicht den Anforderungen der UEFA für die Spiele in der Europa League, für die Royal Antwerpen in dieser Saison qualifiziert war. Daher musste der Vereine seine Spiele im König-Baudouin-Stadion in Brüssel austragen. In der Folge erteilte das Bürgermeister- und Schöffenkollegium von Antwerpen Mitte Oktober 2019 die Baugenehmigung für die neue Tribune 4. Diese soll 3800 Stehplätze, die bei Europapokalspielen in Sitzplätzen umgewandelt werden können, sowie weitere 3855 Sitzplätze bieten und sollte zur Saison 2020/21 fertig werden. Die Bauarbeiten verzögerte sich aufgrund der COVID-19-Pandemie jedoch. In die Tribüne soll auch die Büroräume des Vereins integriert werden. Im September 2020 begannen die Arbeiten an der Überdachung der Tribune 4. Die Arbeiten sollten bis zum ersten Heimspiel in der UEFA Europa League 2020/21 im Oktober abgeschlossen sein. Im September 2021 konnte die neue Tribune 4 mit insgesamt über 7500 Plätzen erstmals vollständig genutzt werden. Nach der Haupttribüne ist der neue Rang im Süden der zweite Neubau im Bosuilstadion. Als Nächstes soll die Osttribüne (Tribune 2) ersetzt werden, die in ihrem momentanen Zustand nicht mehr genutzt werden kann.
Im Mai 2025 kündigte Royal Antwerpen die Fortsetzung der Baumaßnahmen am Bosuilstadion an. Die über 100 Jahre alte Tribune 2 soll abgerissen werden und durch einen, vom Verein finanzierten, temporären Rang für rund 12,5 Millionen Euro ersetzt werden. Die Tribune 2 ist seit Jahren baufällig. Gegenwärtig stehen 8500 Fans auf der Warteliste des Vereins für Dauerkarten. Mit dem neuen Rang soll die Warteliste verkürzt werden. Der Beginn der Baumaßnahme ist für Mitte Mai 2025 angesetzt und soll bis zur Länderspielpause im November des Jahres abgeschlossen sein. Die Bauarbeiten kamen aufgrund von Meinungsverschiedenheiten zwischen den jeweiligen Eigentümern des Vereins und des Grundstücks nicht voran, doch nun soll endlich mit den Arbeiten an der temporären Tribüne begonnen werden. Das Fassungsvermögen soll sich von 16.000 auf 21.000 Zuschauer erhöhen. Royal Antwerpen hat im Vorfeld die nötigen Genehmigungen zum Baubeginn eingeholt. Nach der Inbetriebnahme wird über einen weiteren Ausbau auf 34.500 Plätze diskutiert.

## Tribünen
Das Bosuilstadion verfügte in der Saison 2019/20 über 15.402 Plätze. Da sich auf der alten Tribune 2 noch Holzbänke befinden, sind nur 6810 der 7760 Sitzplätze zur Nutzung zugelassen.
- Tribune 1 (von 2017): 5600 Sitzplätze, 20 Logen und ein Restaurant mit 700 Plätzen[10]
- Tribune 2 (Maes Tribune, von 1923): 7760 Sitzplätze, aber nur für 6810 Besucher zugelassen
- Tribune 3 (Vic Mees Tribune, von 2001): 2992 Sitzplätze
- Tribune 4 (De Business Seats, von 1991): 800 Sitzplätze